# Epic and Other Hits
Epic and Other Hits – trzecia składanka amerykańskiej grupy muzycznej Faith No More z 2005 roku.

## Lista utworów
1. "Epic" (muzyka: Gould/Martin/Bottum/Bordin; tekst: Patton)
2. "We Care a Lot (Live)" (muzyka: Gould/Martin/Bottum/Bordin; tekst: Mosley)
3. "Arabian Disco"
4. "Falling to Pieces" (muzyka: Gould/Bottum/Martin; tekst: Patton)
5. "Last Cup of Sorrow" (muzyka: Gould; tekst: Patton)
6. "Surprise! You're Dead"
7. "Zombie Eaters"
8. "Midlife Crisis" (muzyka: Martin/Bottum/Gould/Bordin; tekst: Patton)
9. "The Real Thing"
10. "War Pigs"

## Twórcy
- Mike Bordin – perkusja
- Roddy Bottum – Keyboards
- Billy Gould – bas
- Jon Hudson – Elektryczna gitara
- Mike Patton – wokal
- Craig DeGraff - Producent
- Bob Fisher - Remastering